# Hugo Distler
Hugo Distler (Neurenberg, 24 juni 1908 - Berlijn, 1 november 1942) was een Duits componist en vertolker van lutherse kerkmuziek. Hij geldt als de belangrijkste vernieuwer van de lutherse kerkmuziek na 1930. Zijn twaalf actieve jaren vielen samen met de opkomst van het nazisme.
Het leven van Hugo Distler valt in vijf periodes te verdelen:
1. Hij groeide op in Neurenberg en kreeg er ook zijn eerste muzieklessen
2. Aangezien hij daar niet werd toegelaten tot het conservatorium, ging hij in Leipzig studeren
3. Nog voordat hij zijn studie kon afmaken, kreeg hij een baan als kerkmusicus in Lübeck
4. Vanwege de kerkstrijd verhuisde hij naar Stuttgart, om daar aan de Württembergische Hochschule für Musik les te geven
5. Hij verhuisde naar Berlijn omdat hij er tot professor benoemd was, maar kon de spanning niet meer aan en pleegde zelfmoord.

## Moeilijke jeugd in Neurenberg (1908 – 1927)
Hugo Distler werd op 24 juni 1908 geboren als buitenechtelijk kind van August Louis Gotthilf Roth en Helene Distler. Zijn moeder trouwde in 1912 met de Amerikaanse Duitser Anthony Meter en vertrok met hem naar Amerika. Meter wou Hugo adopteren, maar zijn familie kantte zich daartegen en zo bleef Hugo bij zijn grootouders in Neurenberg. Door het vertrek van zijn moeder ontstond bij de gevoelige jongen de indruk, dat hij ongewenst was en hij ontwikkelde gevoelens van angst en eenzaamheid, die hij zijn hele leven niet zou overwinnen. Omdat zijn grootouders een slagerij bezaten, hadden ze weinig tijd voor hun kleinzoon. Hij mist zo de liefde en stabiliteit van een geordend gezin en trok zich steeds meer terug.
Op school was Distler vooral geïnteresseerd in lezen. Als klasgenootjes samen speelden zat hij rustig in een hoekje te lezen. Zo kon hij zich terugtrekken en alleen zijn. Hij bezocht het Nürnberger Realgymnasium waar hij erkenning en begrip ondervond van de leraren en de directeur. Zijn klassenlerares raadde zijn grootouders aan om Hugo muziekles te laten volgen. Hij leerde piano spelen bij Carl Dupont, met wie hij ook urenlange gesprekken voerde over de zin van het leven. Toen hij elf was, gaf hij zijn eerste schoolconcert samen met Ingeborg Heinsen. Hieruit ontstond een innige vriendschap. Hugo bezocht met Ingeborg concerten en theatervoorstellingen. Ze waren bijna elke dag bij elkaar, meestal bij de familie Heinsen. Hij schreef zijn eerste - autodidactische - compositie voor haar. Samen volgden ze lessen in muziekgeschiedenis en muziektheorie. Hugo Distler was toen een liefhebber van Wagner.

### Driemaal afgewezen
In 1919 kwam zijn moeder als weduwe terug naar Neurenberg met haar zoon Anton. Vanaf dan groeide Distler op met zijn grootouders, zijn moeder, zijn vijf jaar jongere halfbroertje Anton, zijn tante Anna en haar man en zijn vijf jaar jongere nichtje Ruth Ditrich.
Na de dood van zijn oma en de ziekte van zijn opa moest hij zijn muziekonderwijs, dat zijn grootouders hadden gefinancierd, stopzetten uit geldgebrek. De jeugdige Distler probeerde een plek te krijgen op het Städtische Konservatorium maar werd geweigerd met als reden dat hij te weinig talent zou hebben. De afwijzing stelde hem teleur, maar vooral dankzij de motivatie van de familie Heinsen begon hij toch aan de vooropleiding. Na een half jaar werd hij voor de tweede keer afgewezen en na nog een half jaar voor de derde keer. De leraren spotten over zijn talent. Distler was ervan overtuigd, dat hij afgewezen was vanwege zijn ongewone thuissituatie. Een van zijn vroegere docenten gaf hem daarna gratis les. Na zijn examen aan de middelbare school in 1927 slaagde hij cum laude in een toelatingsproef aan het Landeskonservatorium in Leipzig.
De tijd in Neurenberg is voor Hugo Distler moeilijk geweest: de afwezigheid van zijn moeder, zijn grootouders die hem geestelijk niet konden stimuleren en de afwijzingen van het conservatorium lieten sporen na. Later deed Distler er alles aan, om zijn werk zo vaak en zo goed mogelijk in Neurenberg uitgevoerd te krijgen.

## Studeren in Leipzig (1927 – 1930)
De keuze voor Leipzig lag voor de hand: zijn tante Anna woonde er inmiddels en Distler kon bij haar thuis wonen. Aan het conservatorium studeerde hij orkestdirectie ('Kapellmeister') en piano. Toen al na enkele weken zijn compositietalent begon op te vallen, raadde Hermann Grabner hem aan om compositie en orgel gaan te studeren. Die raad volgde hij op, maar hij behield de lessen in directie en piano. Over een studie kerkmuziek dacht hij nog niet.
Grabner, die zijn orgel- en compositiedocent was, moest niets hebben van de moderne, avant-gardistische muziek van die tijd. Hij wilde terug naar de kunst van Johann Sebastian Bach en diens voorgangers. Distler zag in hem een vaderlijke vriend. Na zijn studie bleven ze in contact en Distler hield tot op het laatst rekening met zijn mening en raad. Dankzij een brief van Grabner kreeg Distler een studiebeurs en hij bezorgde Distler een plaats in de orgelklas van Günther Ramin.
Een van zijn oefeningen uit deze tijd beviel Distler zo goed, dat hij ze later gebruikte in de Kleine sonate voor piano (zonder opusnummer). Ook de liedbewerking Der grimmig Tod mit seinem Pfeil, het motet Heut ist uns ein Kindlein geboren die in 1991 voor het eerst werden uitgegeven, de Motetten Allein zu dir, Herr Jesu Christ, Ave Maria zart en de driestemmige koorfuga Gloria in excelsis deo die in 1998 voor het eerst werden gepubliceerd stammen uit die tijd.
Distler was gevoelig voor kritiek: het geringste negatieve oordeel kon hem compleet uit het lood slaan en een positief oordeel kon grote vreugde bij hem oproepen.
Bij Günther Ramin studeerde een generatie getalenteerde organisten: Gerhard Bremsteller, Eduard Büchsel, Karl Richter en Carl Seemann. Distler volgde ook les in liturgisch orgelspel bij Friedrich Högner. Ramin en Högner streefden naar de heropleving van het barokke klankideaal. Door de concerten van Högner maakte Distler voor het eerst kennis met oude historische orgels. Om wat bij te verdienen werd hij dirigent van de zangafdeling van een sportclub in Leipzig.

### Thomaskirche

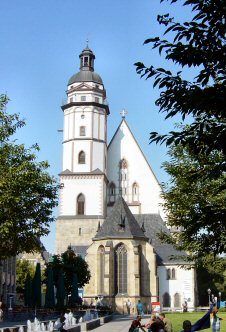
De Thomaskirche te Leipzig, waar Johann Sebastian Bach tot 1750 cantor was en waar Mozart in 1789 orgel speelde

Distler was een tenger mannetje, maar hij bezat een ijzeren wil en discipline. Wanneer het om zijn vak ging, was hij compromisloos, doelbewust en soms verbeten. Muziek maakte hem enthousiast.
Door zijn beperkte financiële middelen kon hij zich maar weinig theater- en concertbezoeken veroorloven. Daarom bezocht hij vaak de Thomaskirche (Leipzig), waar werken van Lassus, Palestrina, Vulpius, Hassler, Gabrieli, Sweelinck, Praetorius, Schein, Schütz, Pachelbel, Buxtehude, Bach, Arnold Mendelssohn, Reger, Fortner en Ramin werden uitgevoerd. Distler was onder de indruk van de muziek van de oude meesters, maar ook van het uit 1921 daterende oratorium Le Roi David van Arthur Honegger. Het Gewandhaus vond Distler te duur, en zijn programmering te langdradig en weinig interessant. De opera van Leipzig trok hem wel aan, mits er moderne stukken werden opgevoerd.
In 1927 en 1928 woonde hij de eerste heruitvoering van Bachs Kunst der Fuge en het Musicalisches Opfer bij. In 1929 en 1930 woonde hij op het Leipziger Bachfest verschillende cantates en de Johannes-Passion bij.
Het componeren ging in 1930 na twee semesters zo goed, dat Distler zijn eerste grote werk, de Sonate voor twee piano’s, samen met studiegenoot Carl Seemann, op het conservatorium mocht voorspelen. In datzelfde jaar voerden beide studenten het werk uit voor de radio van Leipzig.
Dankzij Karl Straube, directeur van het kerkmuziekinstituut en Thomascantor, werden zijn eerste werken aangeboden bij de uitgeverij Breitkopf & Härtel. De uitgever koos uit de vijf aangeboden werken de Concertante sonate voor twee piano's opus 1 en het motet Herrlich lieb hab’ ich Dich, o Herr opus 2 uit en nam die in druk. Distler verdiende zijn eerste contract. Later probeerde hij nog om die werken weer uit het aanbod van de uitgever te verwijderen, omdat hij er niet meer tevreden over was, maar hij kon het daarvoor nodige bedrag niet betalen. De eveneens aangeboden Kamermuziek voor fluit, hobo, viool, altviool, cello en piano opus 3 werd in 1988 ter gelegenheid van de tachtigste verjaardag van Distler voor het eerst opgevoerd en in 1994 door Strube-Verlag uitgegeven.

## Kerkmusicus in Lübeck (1931 - 1937)
Op voorspraak van Günther Ramin vroeg dominee Axel Werner Kühl, een van de voorgangers van de St. Jacobikerk in Lübeck Distler om te solliciteren naar de baan als organist van die kerk. Aangezien zijn grootvader - die hem financieel had ondersteund - was overleden en de economisch slechte situatie het onmogelijk maakte om zelf nog genoeg bij te verdienen, moest hij hiervoor zijn studie onderbreken. Op 30 november 1930 moest hij samen met twee kandidaten uit Lübeck voorspelen. Hoewel het vakkundige oordeel eensgezind luidde, dat Distler de beste van de drie kandidaten was, wilde de helft van het kerkbestuur iemand uit Lübeck aanstellen vanwege van de slechter wordende economie. Doordat de stemmen staakten kwam er een loting en die viel in het voordeel van Hugo Distler uit. Op 15 december stuurde Distler dominee Kühl een brief met daarbij een kleine cantate, gecomponeerd ter gelegenheid van het afscheid van zijn voorganger, de 87-jarige Emanuel Kemper.
De baan aan de St. Jacobi betaalde maar 60 Reichsmark per maand met de mogelijkheid om door zogenaamde Abendandachten en het dirigeren van het amateurkerkkoor bij te verdienen. Toen Distler hoorde, hoe men tot zijn benoeming was gekomen, schreef hij een brief, waarin hij de selectieprocedure bekritiseerde, maar de uitkomst als van hogerhand bepaald zag. Hij eiste volstrekte vrijheid in zijn werk alvorens hij zou kunnen beginnen in 1931. Nu werd zijn inkomen verhoogd tot 70 Reichsmark en door de bijverdiensten kwam zijn maandinkomen uiteindelijk op 110 Reichsmark uit, omgerekend naar 2008 zo'n 500 euro.
Lübeck was sinds Franz Tunder en Dietrich Buxtehude een centrum van kerkmuziek. Ondanks de economische toestand dreef dominee Kühl de aanstelling door van een beroepsorganist voor de St. Jacobikerk. Hij was ook actief lid van de Berneuchener Kreis, een herbezinningbeweging voor theologie en liturgie. Kühl was verantwoordelijk voor de eerste uitvoering van de Mattheuspassie van Heinrich Schütz in het kader van een liturgie. De Lübecker Sing- und Spielkreis zong ze voor het eerst op Goede Vrijdag 1930 en herhaalde dit jaarlijks.

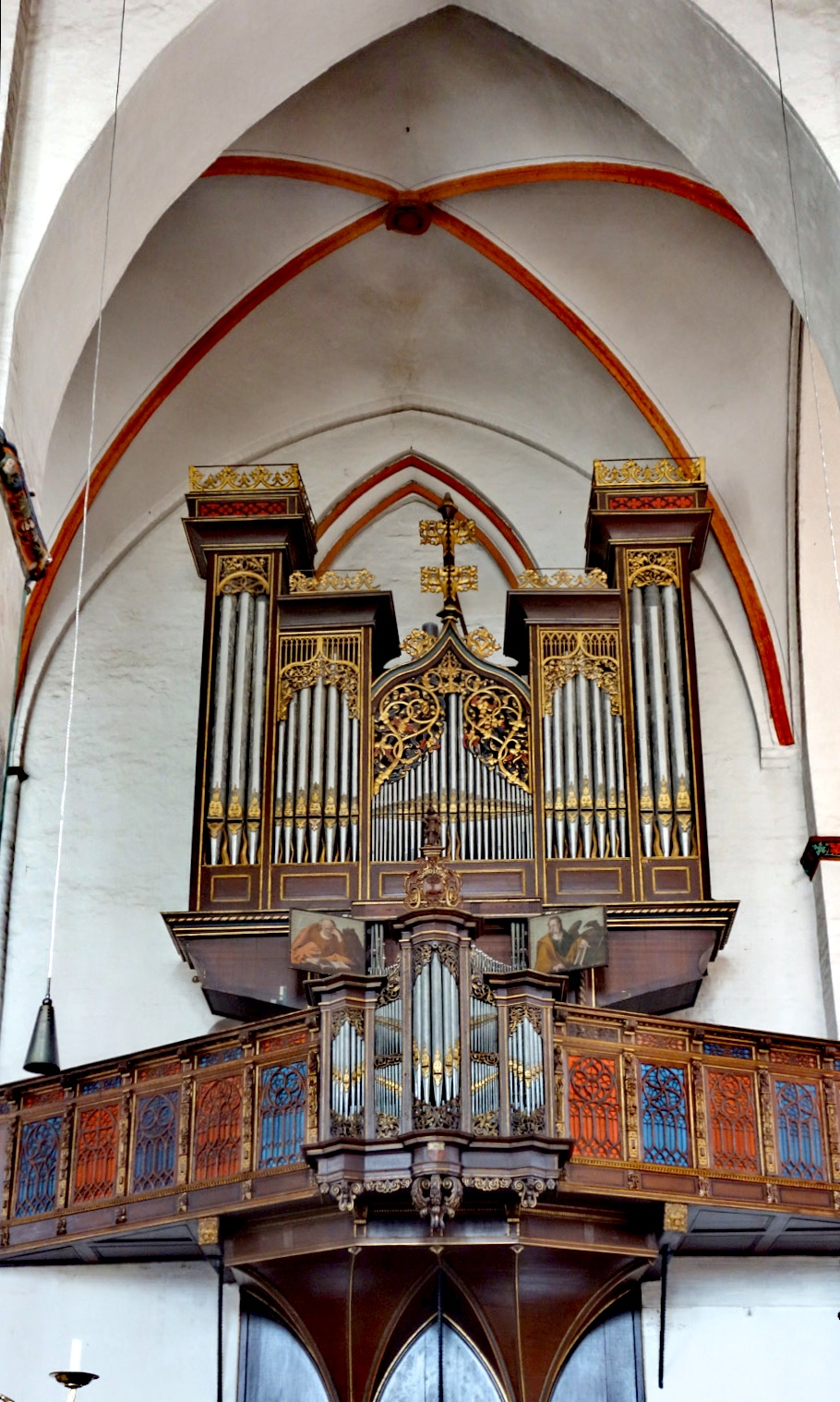
Het Stellwagen-orgel van de Sint-Jakobus-kerk in Lübeck, waarop Buxtehude vanaf 1668 speelde.

Distler werd op 11 januari 1931 feestelijk ingewijd. Aanvankelijk voelde hij in het arme Lübeck heimwee naar Leipzig; hij voelde zich onbevredigd en wilde zijn studie in Leipzig afmaken. Maar door het vele werk en het componeren kwam hij daar niet meer aan toe. Aangezien hij nu kerkmusicus was verdiepte hij zich in de liturgie en de muzikale mogelijkheden daarvan. In de kerk beschikte hij over twee orgels, waarvan vooral het kleinere Stellwagen-orgel een meesterwerk van voorbarokke orgelkunst was. Door zijn werk als dirigent van de kerkkoren en door mee te zingen in de Lübecker Sing- und Spielkreis onder leiding van Bruno Grusnick leerde hij de mogelijkheden van amateurkoren goed kennen. Grusnick zette zich samen met dominee Kühn en Hugo Distler in voor de vernieuwing van de liturgie. Ook kwam Distler door Grusnick voor het eerst in contact met de Jugendsingbewegung en haar idealen. Verder nam Distler enthousiast deel aan de activiteiten van de Gesellschaft für neue Musik.
Al in de tijd van Tunder en Buxtehude bestonden er in Lübeck Abendmusiken, maar Distler en Kühl veranderden die in muzikale vespers, waarbij het Woord centraal stond en de muziek een middel was om het Woord te verkondigen. Voor die vespers componeerde Distler onder andere de Kleine Adventsmusik opus 4 en Christ, der du bist der helle Tag opus 6,1. Tijdens de vespers speelde hij veel orgelmuziek van oude meesters zoals Bach, Samuel Scheidt, Johann Pachelbel en Buxtehude. Voor hem was duidelijk dat de oriëntatie op oude muziek geen doel op zich was, maar een manier om nieuwe eigentijdse muziek te kunnen scheppen. Met dit uitgangspunt ontstonden, naast enkele kleine orgelzettingen, in Lübeck de partita Nun komm, der Heiden Heiland opus 8,1; de partita Wachet auf, ruft uns die Stimme opus 8,2; en Kleine Choral-Bearbeitungen opus 8,3.

### Financiële onzekerheid
Om zijn inkomen aan te vullen nam Distler het dirigentschap van het amateurkoor op zich. Ook gaf hij les aan pianoleerlingen, vooral beginners. Later nam hij de leiding van het jeugdkoor op zich. Voor die koren ontstonden van week tot week kleine, eenvoudige werkjes, die later onder de titel Der Jahrkreis als Distlers opus 5 zouden verschijnen. Ze waren bescheiden qua lengte, bezetting en moeilijkheidsgraad. Het werk aan die verzameling begon meteen na zijn aanstelling in Lübeck en duurde meer dan 18 maanden.
In april 1931 kreeg Distler de opdracht om voor het 400-jarig jubileum van de Reformatie in Lübeck een cantate over vier Lutherkoralen te schrijven, die door een koor van 200 mensen en een orkest van hout- en koperblazers in het openluchttheater zou worden uitgevoerd. Hij nam de opdracht met tegenzin aan, omdat ze niet in zijn visie paste, maar het honorarium gaf de doorslag. Jarenlang werd die cantate verloren gewaand, maar in 1998 doken de instrumentenstemmen en koorstemmen weer op.
In 1932 werkte Distler ook nog mee aan een Pinkstercantate, die qua vorm op de Luthercantate lijkt, maar voor de liturgie bedoeld was. De koorzettingen voor die cantate werden later in Der Jahrkreis opgenomen.
Distler was onder de indruk van de muziek van Heinrich Schütz. Ook bij het jeugdkoor waren oude meesters populair. Distler zong zelf mee in de Lübecker Sing- und Spielkreis en het enthousiasme van de zingende jongeren maakte indruk op hem. Distler kon eigen composities met dit koor uitproberen, omdat de zangers van blad konden zingen. Het koor daagde Distler uit, zodat hij ging experimenteren en het koor daardoor weer beter werd. Door vriendschappelijke contacten binnen het koor maakte hij kennis met vioolliteratuur en hij leerde er zijn latere vrouw Waltraut kennen. Ze was de zuster van de akoesticus Erich Thienhaus, die bij Distler les over orgel volgde.

### Orgelweek
Begin oktober 1931 bezochten gasten uit Duitsland, Denemarken, Noorwegen, Zweden en Finland de concerten van de eerste Nordisch Deutsche Orgelwoche. Een van de werken die hier voor het eerst worden uitgevoerd was Eine Deutsche Choralmesse, opus 3 voor zesstemmig gemengd koor a capella, gezongen door de Lübecker Sing- und Spielkreis onder leiding van Bruno Grusnick. Ramin en Straube, die het werk hoorden, legden contact met muziekuitgeverij Breitkopf & Härtel, die de koormis in druk bracht. Distler ontving hiervoor 140 Reichsmark. Later gaf Breitkopf & Härtel ook de Kleine Adventsmusik uit. Toch was Distler ontevreden en in dezelfde maand sloot hij een contract met uitgeverij Bärenreiter. Die samenwerking bevorderde de verspreiding van Distlers koorwerken, want Bärenreiter was actief voor de zangbeweging.
In de nieuwe stijl die Distler in Der Jahrkreis begon, componeerde hij ook nog andere werken als Drei kleine Choralmotetten opus 6,2 en talrijke ongenummerde koorzettingen. Twee hoogtepunten van die stijl waren de Choralpassion, opus 7, en de Weihnachtsgeschichte opus 10. De Choralpassion ging op 29 maart 1933 te Berlijn in première, maar werd gelijktijdig ook in Lübeck, Neurenberg, Wuppertal en Königsberg opgevoerd, waarbij de radio die laatste opvoering uitzond.
Ondanks zijn geldgebrek kocht Distler in 1931 een klavecimbel. De prijs van 6700 Reichsmark kon hij in kleine termijnen betalen, een voorschot was niet nodig. Distler stortte zich daarna op het instrument en zette het in bij de vespers van 29 november.
In 1932 namen de spanningen in Duitsland toe door de werkloosheid en de daarmee gepaard gaande verarming, de harder wordende klassenstrijd en de activiteiten van de nazi’s. Distler bestudeerde en speelde dat jaar de muziek van J.S. Bach. Zijn koorzettingen waren meestal voor zijn eigen jeugdkoor of voor het kerkkoor. In 1932 werd Distler dirigent van het pas opgerichte Lübecker Kammerorkest, negen spelers die kamer- en kerkmuziek speelden. Distler speelde zelf mee op zijn klavecimbel. Ook werd hij dirigent van het koor van het Deutscher Handlungsgehilfenverband, waarvoor hij enkele arrangementen schreef.
In november 1932 zong Distler mee de Deutsche Sprüche von Leben und Tod van Leonard Lechner, wat indruk op hem maakte. Ook stelde hij belang in de muziek van Paul Hindemith, die hij bij een Hindemith-week in Lübeck leerde kennen. De muziek van Hindemith werd in 1933 als 'entartet' verboden. Hugo Distler, Paul Hindemith, Carl Orff, Armin Knab en Walter Rein onderhielden een band met de jeugdbeweging.

### NSDAP-lid
In 1933 besloot bisschop Balzer, dat kosters en organisten, hiërarchisch de laagste werknemers van de kerk, gezamenlijk lid van de NSDAP moesten worden, wellicht als 'wisselgeld' om een verplicht lidmaatschap voor dominees te vermijden. Distler had niet de moed om in de gegeven omstandigheden te weigeren. Zijn schoonvader was werkloos geworden omwille van zijn politieke opvattingen. Om dit lidmaatschap te verkrijgen had Distler twee getuigen nodig, die hij vond in de personen van Regierungsdirektor Wolff en Kultursenator Burgstaller. Aan de laatste droeg hij de cantate An die Natur opus 9,1 op.
Distler begon ondertussen uit te zien naar een andere werkplek. Het werk in Lübeck was te verstrooid, economisch te onzeker en inmiddels te weinig uitdagend geworden. In september 1933 begon hij op honorariumbasis als docent aan de Berlijnse kerkmuziekschool. In dat jaar werd zijn Choralpassion twaalfmaal in heel Duitsland uitgevoerd, waarbij Distler vooral de uitvoering in zijn geboortestad Neurenberg belangrijk vond.
In oktober 1933 werd het Lübecker Konzervatorium opgericht. Hugo Distler werd benoemd tot hoofd van de kerkmuziekafdeling. Tot zijn studenten behoorde onder anderen Jan Bender. Zijn nieuwe baan bracht voor de toch al zeer gevoelige Distler veel spanningen met zich mee, omdat er van hem werd verwacht, dat hij zijn onderwijs in overeenstemming bracht met de ideologie van de nieuwe staat. Door Distlers kerkelijke en kerkmuzikale instelling ontstonden er heftige conflicten met Burgstaller, maar Wolff bemiddelde zodat die niet escaleerden. De spanning verdween toen Burgstaller overleed.
Door zijn drukke werk ging in 1933 zijn gezondheid achteruit. De vijfentwintigjarige componist raakte lichamelijk en psychisch opgebrand. Hij combineerde zijn werk in Lübeck met het werk aan de Berlijnse kerkmuziekschool en daarnaast had hij een baan als compositie- en theoriedocent aan de Große Schule für Volksmusik in Berlijn aanvaard, waar hij elke twee weken twee dagen les gaf. Daarom vroeg Distler in Lübeck ontslag aan, maar die aanvraag kwam te laat, zodat het werk daar gewoon door moest gaan.

### Ewiges Deutschland
In mei 1934 werkte Distler mee aan de groots opgezette cantate Ewiges Deutschland, waarvoor hij drie weken tijd kreeg. Hij beperkte zich tot 17 van de 36 delen van de tekst. Hij componeerde enkele koorstukken en de instrumentale begeleiding van dans en drama. De overige delen bestonden hoofdzakelijk uit spreekkoren en vertellingen. Het opzet van die cantate vertoonde overeenkomsten met de Luther-Kantate. Het orkestreren en kopiëren liet Distler aan anderen over, waarschijnlijk Klaus Billig van het Stadttheater. De tekst was van geringe kwaliteit en het werk werd nooit uitgegeven. Volgens Bruno Grusnick nam Distler die opdracht aan om 'zijn politieke positie niet in gevaar te brengen'. Toch passen zulke opdrachten ook in de definitie van kerkmuziek die Distler voor zichzelf en zijn afdeling kerkmuziek hanteerde. De muziek van deze cantate bestaat vooral uit nog niet afgesloten werk, dat hij later opnieuw gebruikte voor onder andere Das Lied von der Glocke en zijn Cembalokonzert opus 14.

### Deutschland und Deutsch-Österreich
Deutschland und Deutsch-Österreich,
einem Stamm entsprossen,
Deutschland und Deutsch-Österreich,
ihr wart Kampfgenossen!
Euch zerklüftet ein Verrat,
euch brennt eine Wunde!
Seid ihr treu in Wort und Tat,
schlägt die Freiheitsstunde!
Dit gedicht van Hermann Harder was tegen de Oostenrijkse kanselier Engelbert Dollfuss gericht. Die kanselier was tegen een Anschluss van Oostenrijk bij Duitsland en verbood de NSDAP in Oostenrijk. In 1934 bereikte de confrontatie een hoogtepunt doordat Duitsland de visa fors duurder maakte en zo feitelijk de grens blokkeerde. Nationaalsocialistische radicalen bestormden het Oostenrijkse regeringspaleis en vermoordden Dollfuss.
Vijf maanden voor de moord vroeg Harder, die bang was dat Dollfuss zijn macht zou verliezen en het gedicht daarmee overbodig maken, aan Bruno Grusnick om het gedicht zo snel mogelijk op muziek te zetten en te publiceren zodat het 'in deze tijd van hoogspanning nog effect zal hebben'. Grusnick speelde de vraag door naar Distler. Het stuk is negen maten lang en draagt de aanwijzing: “Schwer und entschlossen ausschreitend”. De compositie verscheen bij Bärenreiter, maar ook op een ansichtkaart. In 1938, na de aansluiting van Oostenrijk bij Duitsland, sierde de compositie de eerste pagina van het tijdschrift Lied und Volk.

### Das Lied von der Glocke
De opdracht van de radiozender van Hamburg voor Friedrich von Schillers Das Lied von der Glocke ontving Distler op 11 juni 1934. Omdat hij niet enthousiast was over die opdracht, vroeg hij een hoog honorarium, in de hoop dat het zou worden afgewezen. Toen de radiozender akkoord ging met een bedrag van 1000 Reichsmark componeerde Distler het werk in zijn vakantie. Voor de festliche Aufzug gebruikte hij de ouverture van Ewiges Deutschland. Ook ditmaal durfde Distler het orkestreren nog niet zelf aan en hij vroeg opnieuw Klaus Billig om hulp. De uitgeverij stelde belang in dit werk, ook al beschreven critici het na de eerste uitvoering als “negroïde” muziek. Met het resultaat was Distler niet tevreden en hij besloot daarom alle uitvoeringen te verschuiven en later zelfs te schrappen. Das Lied von der Glocke werd in 1956 postuum uitgegeven.

### Motetten
1934 is ook het jaar waarin Distler zich ïnspireerde op Heinrich Schütz. Hij schreef de “Geistliche Chormusik” opus 12, een verzameling a capella-motetten. Hierover schreef hij:
"De moderne kerkmuziek "erschöpft (…) sich nicht in der Erweckung selbstgenügsamer frommer ‘religiöser’ Gefühle und Stimmungen, sondern die Kirchenmusik hat (…) in allererster Linie Verkündigung zu sein, im echten Sinn ‘Evangelium’, Heilsbotschaft von Leben und Tod und Auferstehung unseres Herrn Jesu Christi …"
Oorspronkelijk zou er voor elke week van het jaar één motet moeten verschijnen, maar de verzameling kwam uit op negen: zes motetten die gepland waren en drie die ontstonden bij bijzondere gebeurtenissen. Het eerste motet droeg als tekst “Singet dem Herrn ein neues Lied”. Vooral nummer twee; de “Totentanz”, werd populair.
Distlers actieve inzet voor de kerkmuziek maakte het contact met de nieuwe staat steeds moeilijker. In publicaties in tijdschriften maakte hij duidelijk, dat hij aan de kant van de vernieuwingsbeweging stond tegenover de “Deutsche Christen”. De tekst van het motet “Wach auf, du Deutsches Reich” opus 12,3 werd ook als politiek statement gezien. In het zesde couplet, waar Distler de titel van afleidde, staat:
"Wach auf, du Deutsches Reich, so gut, dein Schäflein vor dem Wolf behüt! Gehorch deins Hirten Christi Stimm, falsch Tück und Sünden nit annimm! Das rat ich dir, wirst sonst ewig Pein verführt."
Dat die tekst ook als een politieke tekst werd gezien, bewijst een artikel uit "Lied und Volk"
"Man wolle uns bitte nicht falsch verstehen: es ist keinenwegs der Inhalt des Textes, der hier beanstandet wird, wohl aber die Haltung, die aus der Wahl gerade dieses Textes spricht. Uns will scheinen, daß der Aufruf ‘Deutschland erwache’ ein politischer ist (…) und daß der Aufruf (…) in Verbindung mit diesem Text uns untragbar erscheint"
Om het motet van alle ballast te bevrijden werd later het begin van de eerste strofe als titel gebruikt.
De leider van het Lübecker theater maakte Distler wegwijs in de orkestmuziek. Samen bezochten ze concerten en bespraken partituren. Tijdens de "Kasseler Musiktage" in 1935, met 800 deelnemers, veel recensenten en radiozenders trad Distler op als klavecinist, organist en componist. Critici hemelden hem nu op als de "grote hoop voor de Duitse muziek". De radio zond zijn werken uit. Met zijn eigen radiotoestel luisterde Distler op buitenlandse zenders naar verboden muziek.
In 1936 vonden er twee belangrijke persoonlijke gebeurtenissen plaats. Na de eerdere geboorte van zijn dochtertje Barbara werd in mei zijn zoon Andreas geboren, terwijl in maart zijn schoonmoeder overleed. Voor haar schreef Distler het motet "In der Welt habt ihr Angst" opus 12,7. De tekst van dit motet had voor Distler grote betekenis. Ten eerste werd hier de levens- of wereldangst, die Distlers hele leven overschaduwde, maar vooral zijn laatste jaren, als thema aangehaald. Ten tweede werd de overwinning door Jesus Christus als een reden voor troost en hoop geschilderd. Deze tekst uit het Evangelie volgens Johannes werd later in Distlers grafsteen gebeiteld.

### Klavecimbelconcert
Eind 1935 begon Distler aan zijn "Konzert für Cembalo und Streichorchester" opus 14, toen hij de muziek van Hindemith bestudeerde. Na een aantal pogingen die onvoltooid of onuitgegeven bleven, zoals een "Kammerkonzert für Cembalo und elf Soloinstrumente", ontstond Distlers belangrijkste instrumentaal werk. In dit concert herbruikte hij delen uit de cantate "Ewiges Deutschland", die hij herwerkte. De eerste opvoering van zijn klavecimbelconcert op 29 april 1936 kreeg gemengde kritieken, gaande van "ein richtungweisendes Werk" over "een werk dat choqueert vanwege de scherpte" tot "brutaliteit". Distler zelf noemde het een woedend stuk. De tweede uitvoering kreeg meer erkenning, maar werd in de partijpers afgedaan als "kultuurbolsjewistisch" of "een uitgesproken bijdrage aan de ontaarde kunst". Het concert stond op het programma van een muziekweek te Weimar met 29 componisten. Tot vlak voor de uitvoering was onzeker of het concert mocht worden gespeeld, want het stond op de zwarte lijst. Peter Raabe, de voorzitter van de "Reichsmusikkammer", slaagde erin om de compositie van de lijst te doen schrappen. Andere componisten hadden minder geluk; hun werk werd van hogerhand afgevoerd. Distler schreef hierover:
"Ich habe Glück gehabt. Raabe hat mir persönlich gratuliert (...) es gab entsetzliche Aufregungen – 5 meiner Kollegen (Fortner, Reutter, Hermann, Tiessen und Knorr) wurden auf Göbbels Befehl in letzer Minute verboten, d.h. abgesetzt. Göbbels war bereits auf dem Flugplatz gelandet, um die Festaufführung sich anzuhören, stieg aber gar nicht aus, flog aber sogleich nach Berlin zurück (...). Daraufhin fuhr noch in der Nacht Raabe nach Berlin usw."
Distler was zich ervan bewust, dat zijn instrumentale muziek een crisis rond zijn persoon uitlokte. Hij schreef:
"Daß ich unbequem bin, weiß ich; soweit diese Unbequemlichkeit meinem heißen Bemühen um meine eigne Entwicklung dient, kann sie nicht schädlich sein. Im übrigen wurde zu allen Zeiten das Commode, das es den Beurteilern ‘leichter macht’ vorgezogen."
Woorden die in kritieken opdoken: woede, verontrusting, stijfkoppigheid, maniërisme en nietszeggend.
De ontvangst van Distlers Klavecimbelconcert typeert, hoe nazi-Duitsland met cultuur omging. Aan de ene kant droeg de president van de "Reichsmusikkammer" de verantwoordelijkheid voor de opvoering, aangezien hij zelf de dirigent was, anderzijds werd het werk op een haar na als "ontaard" gedeclasseerd.

### Kerkstrijd
Voor mannenkoor wilde Distler nieuwe koorliteratuur gaan componeren, omdat veel mannenkoren nog midden in de romantiek zaten en qua niveau weinig voorstelden. Hij werkte hiervoor samen met de dichter Heinz Grunow. De samenwerking resulteerde in het Neues Chorliederbuch (opus 16) voor gemengd koor. Een operaproject, waarvoor Distler zelf de tekst schreef, Der Stallknecht Gottes, bleef onvoltooid.
Terwijl steeds meer christenen zich konden vinden in de denkbeelden en idealen van de Deutsche Christen, voorstanders van een genazificeerde kerk, lieten de Lübeckse dominees een tegengeluid horen. De Gestapo zette in januari 1937 dominee Kühl uit Lübeck en legde negen dominees huisarrest op. Toen de hervormde gemeente dit nieuws hoorde, begon ze spontaan het koraal Ein' feste Burg ist unser Gott te zingen. De gemeente verzamelde zich bij de huizen van de voorgangers, om samen te bidden en te zingen. De dominees spraken door het open raam hun gemeente toe. Die situatie greep Hugo Distler zo aan, dat hij zich liet vervangen door een leerling. In die tijd werkte Distler aan het motet Wacht auf, es tut euch not. Bruno Grusnick schreef later over die tijd:
Distlers leven leek door de enorme spanningen in zijn innerlijk op een uiterst gevaarlijke tocht over een bergkam. Zijn naaste vrienden maakten zich altijd zorgen over zijn levensweg en waren altijd bevreesd voor een catastrofe. En: Dominee Kühl en ik deden ons best om Distler uit de kerkstrijd te houden. Door zijn overmatige sensibiliteit wond hij zich over alles geweldig op. (...) Tegenover senator Böhmcker en bisschop Balzer stond hij zeer wantrouwig. Balzer wees hij zelfs af.
Ten slotte werd het jongenskoor verboden en werden de diensten door spionnen gadegeslagen. Distler ging met zijn gezin weg uit Lübeck omdat dominee Kühl was verdreven. Omdat de situatie in Lübeck hem al langer beklemde, had hij inmiddels een baan aangenomen als docent aan de Württembergische Hochschule für Musik in Stuttgart. Toen Kühl op 1 april 1937 terugkeerde was Distler vertrokken. Ook al was Distlers rol in de kerkstrijd eerder passief dan actief, toch stond hij achter de Bekennende Kirche.
Tegelijk met de Geistliche Chormusik ontstonden ook de Liturgischen Sätze über altevangelische Kyrie- und Gloriaweisen, opus 13. Die koorzettingen ontstonden in opdracht van het Verband evangelischer Kirchenchöre Deutschlands. De muziek werd bijgevoegd aan het tijdschrift Musik und Kirche en verscheen tijdens de discussie over welk soort muziek de godsdienst moest gebruiken. Distler gebruikte voor deze verzameling gregoriaanse gezangen met Duitse tekst.

## Aanpassen in Stuttgart (1937 – 1940)
Op 1 april 1937 begon Distler zijn werk aan de Württembergische Hochschule für Musik in Stuttgart. Over zijn vertrek naar Stuttgart schreef hij:
Ik heb de laatste tijd juist in Lübeck veel meegemaakt, zodat mijn komst hiernaartoe half eigenlijk een vlucht uit Lübeck is.
Een andere reden voor zijn vertrek naar Stuttgart was het niveau van de hogeschoolkoren. Hij werd immers dirigent van het hogeschoolkoor en van de hogeschoolcantorij en hij gaf les in compositie, harmonieleer, contrapunt, vormleer, analyse, orgel en koordirectie. Daarnaast gaf hij om de vier weken met zijn koor een concert in de “Stiftskirche”, waarbij hij zelf orgel kon spelen. Door zijn nieuwe functie kreeg hij nu ook de mogelijkheid om te publiceren in vaktijdschriften. Een laatste reden was, dat Distlers vader in Stuttgart leefde en een verhuis naar daar uitzicht bood op een betere relatie met zijn vader.

### Hetze
De nationaalsocialistische studentenbond zette zich af tegen kerkmuziek in het algemeen en tegen Distler in het bijzonder. Dit ging zo ver, dat hij moest stoppen met instuderen van kerkmuziek. Vooral zijn kerkmuziek noemden de leden van de studentenbond on-Duits. Hoewel Distler naar eigen zeggen "einwandfrei" was, kon een deel van de studenten hem niet als docent aanvaarden. Nadat hij fysiek was aangevallen, dreigde Distler met ontslag als de hetze tegen hem niet zou stoppen. Dankzij de steun van zijn directeur, mededocenten en andere studenten dropen de nazisympathisanten af. Distler bevond zich in een moeilijke situatie: aan de ene kant was hij lid van de NSDAP en naar eigen zeggen onberispelijk, aan de andere kant wees de Hitlerjugend hem af en vreesde hij vervolging vanwege zijn kerkelijk verleden. De aanstelling van Distler als theoriedocent bracht grote veranderingen binnen de school mee. Tijdens vakgroepvergaderingen overtuigde hij zijn collega’s om de theorieboeken van Hermann Grabner te gebruiken. In juli gaf Distler zijn eerste concert, waarmee hij zijn naam binnen de hogeschool vestigde.
Naast zijn werk als hogeschooldocent was Distler een veelgevraagd koordirigent tijdens zangweken. Daarbij trad hij op in onder andere Bad Boll, Ratzeburg en het Zweedse Malmö. Ook kreeg hij de leiding over de Esslinger Singakademie. Kurt Thomas maakte Distlers werken bekend in Oostenrijk, Hongarije en Joegoslavië.
De nazi's hielden Distlers activiteiten in de gaten en sommigen noemden zijn muziek on-Duits of ontaard. De hogeschoolkoren en de Esslinger Singakademie zongen kleinere werken van tijdgenoten om hun neutraliteit te behouden. Distler schreef, dat het daarbij ging om muziek die "men voor het ogenblik met goed geweten kan maken”.
De NSDAP kantte zich alsmaar feller tegen de moderne kerkmuziek en legde het schrijven over kerkmuzikale onderwerpen aan banden. De staat verhinderde de opbloei van moderne werken. Toch kon Distler nog eigentijdse muziek beluisteren. Zo was hij bij de eerste uitvoering van de Carmina Burana van Carl Orff in Frankfurt am Main en zelfs bij de première van Hindemiths opera Mathis der Mahler in Zürich.
Het contract van Distler met Bärenreiter liep af in oktober 1937. Al sinds de uitvoering van het klavecimbelconcert in Weimar toonde Schott belangstelling voor een contract met Distler en deed hem een goede aanbieding. Distlers problemen met de Hitlerjugend waren niet los te zien van Bärenreiter en zijn eigenaar Karl Vötterle. Hierover schreef Distler:
Daarbij komen de nare aanvallen door de HJ. Heb je het laatste nummer van Lied und Volk gekregen, waarin ik op boosaardige wijze aangevallen wordt - een tijdschrift dat bij Bärenreiter verschijnt! Vötterle schijnt zo wankel te staan, (...) dat hij machteloos dat geraas moet aanzien.
Schott beloofde Distlers problemen op te lossen. Toch verlengde hij het contract met Bärenreiter tegen gunstige voorwaarden:
Ik kreeg (...) een aanbod voor een contract met Schott, maar sloeg het af, mogelijk onverstandig. Maar Bärenreiter heeft zich de laatste tijd erg voor me ingezet en is steeds zuiver gebleven in zijn houding. Daarom heb ik mijn contract met hem op zeer gunstige voorwaarden (300,- per maand) met vijf jaar verlengd.
Erkenning kreeg Distler op het Fest der Deutschen Kirchenmusik van 7 tot 13 oktober 1937 te Berlijn, dat voor hem een heel avondconcert reserveerde. Het klavecimbelconcert gold als het meest omstreden werk van die dagen. Over dit feest wordt nu nog gediscussieerd: heeft de kerkmuziek door dit feest zichzelf een vrijplaats geschapen binnen de nazi-cultuurpolitiek, of heeft ze zich door dit feest juist laten gelijkschakelen?

### Kerkmuziek
De tegenstelling tussen kerk en staat werd groter. Openbare concerten konden enkel nog plaatsvinden in overleg met de nazistische 'Kulturgemeinde'. Om neutraal te blijven voerden koren de werken van Grabner, Pepping en Distler niet meer uit. Als componist voelde Distler zich vanwege zijn liefde voor de kerkmuziek in de verdrukking komen. Distlers voormalige student Jan Bender moest vanwege de kerkstrijd in Lübeck een paar maanden in het concentratiekamp Sachsenhausen doorbrengen. Ondanks zijn activiteiten en zijn betrokkenheid bij zijn nieuwe werk miste Distler de steun, die hem de kerk tot dusver bij zijn werk had geboden. Zijn betrokkenheid bij de kerk werd nu tegen hem gebruikt. Toch kwam hij tot het besluit, dat hij niet voor de druk mocht zwichten:
"Wer sich dazu berufen weiß, Kirchenmusik zu schreiben, muß es tun, allerdings von der Kirche her; äußerlich von ihr getrennt, vermag er es nicht, da er – das Entscheidende – sich innerlich und äußerlich von ihr getragen wissen muß; mit anderen Worten: ich muß mir die naive Freiheit des Schaffens bewahren; ich darf nicht denken: ‘was werden die Leute dazu sagen’, ich darf nicht erst, wie ich es schändlicherweise schon habe tun müssen, ‘Rechtfertigungen’ der Kirchenmusik unternehmen. (…) Ich bin hier gerade zu der Überzeugung gekommen, daß mein Auftrag nicht der ist, irgendeine Musik zu machen, die sich nach dem und dem richtet, sich umstellt womöglich, wie ich es von anderen weiß; das bedeutete, daß meine Musik schlecht würde."
Hierop besloot hij voorlopig alleen nog kerkmuziek te schrijven en zich een huisorgel aan te schaffen met een voorschot van Bärenreiter en de verkoop van zijn klavecimbel. De samenstelling van dit orgel was:
Hoofdwerk:
Lieflijk gedekt 8’; Prestant 4’; Woudfluit 2’; Nasard 2 2/3’; Cymbel 2- tot 3-sterk.
Bovenwerk:
Houtregaal 8’; Fluit gedekt 4’; Prestant 2’; Kwint 1 1/3’; Sifflet 1’; Ters 1 3/5’;.
Pedaal:
Trechter Dulciaan 16’; Pommer 8’; Gedekt 4’; Ruispijp 2 2/3’.
Tijdens een vakantie in Zweden begon Distler aan een a capella-passie volgens het Evangelie volgens Johannes. Bij terugkeer in Stuttgart schreef hij:
"Heute begann der Unterricht und ich bin schon wieder mitten drinnen in der Hetze. Trotzdem habe ich mir einen Freiplatz behauptet, an den der Alltag nicht heranreicht: ich arbeite zur Zeit an einem höchst unzeitgemäßen Werk, an einer neuen Acapellapassion nach dem Evangelisten Johannes, eine Arbeit, die mich über vieles tröstet. Jetzt erst scheint sich der Segen der Beschäftigung mit Kirchenmusik und damit mit dem Wort Gottes an mir auszuwirken, indem es mir, wie gesagt, Ruhe im Sturm gewährt."
Voor Distler was de passie een weg tot zelfreflectie; een poging God te vinden in de gebeurtenissen van zijn tijd. Hij had al onderhandeld met uitgeverij Schott over een eventuele uitgave van die passie. Distler begreep dat, als het tot een contract zou komen, het niet raadzaam zou zijn om met een passie naar buiten te komen. Ook in zijn tijd in Berlijn heeft Distler nog aan de passie gewerkt, maar het werk bleef onvoltooid.
Eind 1937 onderbrak Distler het werk aan de passie voor drie Geistliche Konzerte voor hoge stem en orgel (of klavecimbel), opus 17. In tegenstelling tot zijn grote voorbeeld Heinrich Schütz, die in zijn kleine Geistliche Konzerte het orgel als continuoinstrument inzette, schreef Distler het orgel een concertante rol voor. Ook heeft hij in deze tijd nog aan zijn Kleine Orgelchoral-Bearbeitungen opus 8,3 gewerkt.

### Halfwereldlijke muziek
Begin 1938 begon Distler te begrijpen dat het componeren van enkel kerkmuziek zonder de ruggensteun van de kerk niet was vol te houden en dat er 'voor de kerkmuziek een zeer ontmoedigende tijd dreigt, waarin men zich veel moet ontzeggen'. Daarom besloot hij de drie voltooide motetten uit zijn Johannespassie als zelfstandige werken te laten uitgeven en het werk aan de passie af te breken. Hij stelde vast dat 'ook onze christelijke vroomheid zich steeds meer uit het bereik van de vervolgingsmogelijkheid terugtrekt in het huis, in de familie'.
Distler was zich ervan bewust, dat hij buiten spel kwam te staan:
"Ich bin an die Peripherie gedrängt, vielleicht selber geraten. Und ich könnte noch mehr sagen, daß mein ganzes gegenwärtiges Leben nur noch peripherisch ist, ohne die Mitte und das große Ziel. Ich unterrichte hier furchtbar viel (…), eine ewige Hetze, aber völlig ohne wesentliche Bedeutung für mich, nicht einmal für andere, wie es sein könnte. Meine Komposition: ich komponiere ‘halbweltiches’, wie ich sage. Und das ist nicht das rechte so. Man beginnt sich leicht meiner zu schämen wegen meiner Kirchenmusikalischen Belastung."
Hierdoor bleef, afgezien van enkele kleine koorzettingen en de koraalcantate Nun danket all und bringet Ehr, de drie Geistliche Konzerte het laatste omvangrijke en afgesloten werk voor kerkelijk gebruik. Ook voor dit werk waren de kritieken erg uiteenlopend. “Musik und Kirche” schreef:
"geniaal zoals weinig andere werken van Distler." Het oordeel van de officiële cultuurpolitiek in Zeitschrift für Musik luidde:
"nicht nachahmenswert (…) spröde und eintönig"
en
"Das Neutönertum Distlers erinnert aber fast an die Richtung einer glücklich überwundenen Epoche."
Het 'halbweltliche' werk van Distler bestond vooral uit orgelmuziek voor de woonkamer. Vanaf 1937 werkte hij aan Dreißig Spielstücke opus 18,1 en de Orgelsonate opus 18,2". Een tweede reden om orgelmuziek te componeren was de Zweite Freiburger Tagung für Deutsche Orgelkunst. Distler zou er zijn huisorgel tentoon stellen en Karl Vötterle van Bärenreiter vroeg Distler hiervoor passende muziek te componeren. Al snel bleek, dat Distlers ideeën niet bij die van de organisatie pasten. Een bijdrage van Joseph Müller-Blattau luidde:
"Die Orgel ist das totale Instrument des totalen Staates. Sie symbolisiert einerseits – dank der Verwantschaft mit Speers Monumentalbauten – die monumentale Macht des Reiches, ja sie repräsentiert das mächtige Reich und seine untergeordneten Glieder, sofern sie selbst ein ‘Gesamtmusikreich’ ist, und es dürfte nicht schwer sein, sich aus zu denken, wer als der omnipotente Organist dieses Reich beherrscht."
Distler, zijn orgel en zijn orgelmuziek bleven weg van het congres. Hierover schreef hij:
"Zu Freiburg: da haben sich, was die Zuziehung meiner Person betrifft, häßliche Schwierigkeiten ergeben, die zur Folge haben, daß ich nicht dorthin fahre und – vertraulich mitgeteilt – meine Orgel dort nicht ausgestellt wird. Näheres darüber mündlich. Für heute andeutungsweise nur soviel, daß die Schwierigkeiten offenbar zurückgehen auf eine antipathie Müller-Blattaus gegen mich, der, wie sie vielleicht wissen, sehr stark in der HJ usw. arbeitet. Aber bitte nicht darüber sprechen."
Een paar van zijn stukken werden uitgevoerd, maar de media negeerden ze. De politieke druk op het algemene muziekleven nam toe. Bij de opmerkingen, die Distler maakte over het ontstaan van de Spielstücke rijst de vraag, of Distler zich hier aan de nazi-ideologie heeft aangepast. Formuleringen als
"einer totalen Neuordnung unserer gestalterischen Kräfte of im Gefüge des großen Neuaufbaus unserer Musikformen"
sluiten aan bij de gangbare retoriek van toen. Toch lijken de Spielstücke veraf te staan van het streven naar monumentaliteit, zoals Müller-Blattau schreef. Ook lijken de stukken minder geschikt voor de vrije tijd van de manschappen. Als laatste stuk schreef Distler variaties over een lied met de tekst:
"Wo Gott zum Haus nicht gibt sein Gunst, so arbeit’ jedermann umsonst; wo Gott die Stadt nicht selbst bewacht, so ist umsonst der Wächter Macht”.
Een orgelmuziek passend in de ideologie valt hier niet te ontdekken.

### Mörike
Ook de sonate voor twee violen en de koorcyclus “Kalendersprüche” werden uitgegeven. Nog in de ban van zijn huisorgel schreef hij een triosonate. In die tijd ontdekte Distler de werken van de dichter Eduard Mörike, die hem zo fascineerden, dat hij met Bärenreiter afsprak om een Mörike-koorliederenboek te schrijven. Uitgever Vötterle van Bärenreiter had Distler gevraagd Lothringer liederen te componeren, maar Distler kreeg geen band met die teksten. Hij schreef:
"Ich hatte, bevor ich den Gedanken eines Liederbuches über Möricke faßte, eine große Auswahl zeitgenössischer Lyrik studiert und mich nebenher ebenso eifrig ins alte Lied versenkt (…), als ich, freilich des öfteren hingewiesen durch eine meine Schülerinnen an der Stuttgarter Musikhochschule, eine Nachfahrin des Meisters, auf Möricke stieß."
Distler bewonderde in de teksten van Mörike de
"elementare rhytmische Kraft und Freizügigkeit und (…) jene in hohem Maße an das alte Deutsche Vokslied gemahnende Objectivierung des poetischen Gehalts durch die künstlerische Formung, die sich (…) durchaus mit inniger Subjectivität und charaktervoll-eigenständiger Prägung in jedem einzelnen Fall vereinen läßt."
In de tijd voor het “Möricke-Chorliederbuch” kwam Distler tot een nieuwe opvatting over harmonieën. Hierover schreef hij aan Jan Bender:
"Warum haben sie Angst vor dem Dreiklang? Er ist die – im Ernst – modernste Errungenschaft der musikalischen Technik. Ich war soeben zur Aufführung des "Mathis der Mahler" gefahren – eine sehr kostspielige, aber höchst Aufschlußreiche Premiere; darüber gegebenenfalls mündlich ausführlicher. Nur soviel: die Musik ist überraschend einfach, Durdreiklangs-gebunden, im übrigen das schönste an moderner Musik, was ich kenne. Ich wollte damit nur das bestärkt haben, was ich Ihnen vorher sagte in Bezug auf die Wirklich neue Dreiklangsbezogenheit. Es muß natürlich eine neu-eroberte sein, keine fünktionsmäßige verwaschene."
In september begon hij te componeren. Hij schreef:
"Ich mache nun sehr viel auch Weltliche Chormusik und fühle mich dabei ganz wohl, wie ich überhaupt es als angenehm empfinde, etwas aus dem Kamp in und um die Kirche herausgeraten zu sein."
Tegelijkertijd werkte Distler aan het laatste deel van zijn “Neuen Chorlieder”. In de tijd waarin hij aan het “Möricke-Chorliederbuch” werkte, het componeren hield hem tot april of mei 1938 bezig, besloten hij en zijn vrouw te scheiden. Vanaf oktober woonde Distler alleen. Zijn dochter Barbara Distler schreef daarover in 2002:
"Hugo Distler nahm in seiner Stuttgarter Zeit eine tiefgehende Liebesbeziehung zu einer ihm offenbar wesensverwandten jungen Frau auf, die ihn zur Komposition seines Möricke-Chorliederbuches inspirierte. Drohende Gefahr der Scheidung: Waltraut Distler zog für ein par Monate mit uns Kindern zu unserem Großvater nach Lübeck zurück. In Berlin setzte Distler seine Frau zuliebe einen entgültigen Schlußstrich unter die für ihn lebenswichtige Beziehung und legte damit den Todeskeim in sich selbst."
1938 was het jaar van de Oostenrijkse Anschluß en de inval in Sudetenland; een Europese oorlog hing in de lucht. De Eßlinger Singakademie werd opgeheven, omdat Distler zonder toestemming de Johannespassie van Bach had uitgevoerd. Distler nodigde de zangers uit, om in het conservatoriumkoor mee te zingen.

### 1939
In juni 1939 nam Distler met zijn conservatoriumkoor deel aan het “Fest der Deutschen Chormusik” in Graz, Oostenrijk. Het feest was al vanaf de “Anschluß” van Oostenrijk gepland en was een mengeling van cultuur en politiek. Distler was zich bewust van het belang van dit feest, aangezien veel musici en personen uit de cultuurpolitiek er aanwezig gingen zijn. Hij bereidde alles zorgvuldig voor. Als een soort generale repetitie werden de, in Graz geplande Mörikeliederen al opgevoerd tijdens een hogeschoolconcert, waarbij ook de orgelsonate haar première beleefde. Het ministerie keurde de financiën voor de koorreis pas na lang touwtrekken goed. Twee concerten op dit propagandafeest droegen als titel “Chöre aus Liederbüchern von Hugo Distler”. Behalve het koor van het conservatorium zong de “Sing- und Spielkreis” uit Lübeck hieraan mee.
In de loop van de jaren had Distler veel ervaring opgebouwd in het onderwijs. Die ervaring vatte hij samen in een muziektheoretisch werk “Funktionelle Harmonielehre”. Omdat hij het moeilijk vond in oorlogstijd te componeren, gebruikte hij de gedwongen lesvrije periode om dit werk te schrijven als gaatjesvulling. Een van Distlers uitgangspunten:
"Unser Begriff der Tonalität entspricht den Naturgegebenheiten des Klanges als Solchem. ‘Atonalität’ ist naturwidrig."

### Oorlog
In november 1939 hervatte het onderwijs aan de Musikhochschule. Meerdere leerkrachten waren opgeroepen om hun dienstplicht te vervullen. Ook het aantal studenten was geslonken. Distler gaf vooral nog les aan vrouwen. In januari 1940 kreeg Distler een eerste oproep voor het leger, maar dankzij de inzet van collega’s en de directeur kreeg hij vrijstelling. Het werk op school werd moeilijker: Distler voelde zich door zijn politiek rechtse collega’s onder druk gezet. Ondanks de sirenes, verduisteringen en een tekort aan kolen voelde Distler zich thuis dankbaar.
Het voor Distler positief verlopen “Chorfest“ in Graz leek zijn loopbaan een veelbelovende wending te geven. Het geluk was van korte duur, omdat de Tweede Wereldoorlog uitbrak. De Musikhochschule werd tijdelijk gesloten en Distler en zijn familie verbleven drie weken in Lübeck. Terug in Stuttgart hoorde hij berichten over gesneuvelde koorzangers en studenten. Distler maakte zijn woning lichtdicht. Hij dacht erover, om zijn gezin te evacueren naar Beieren. Distler leefde in angst om opgeroepen te worden. In die tijd van heftige gemoedswisselingen begon hij weer te componeren. Al vanaf 1938, tijdens het werk aan het “Möricke Chorliederbuch” plande Distler een oratorium, maar het onderwerp was ongeschikt voor publicatie. Dit vormde voor Distler een reden om te beginnen met een “Streichquartett” opus 20,1 waarschijnlijk voor het kwartet waarin de directeur van de Stuttgarter Musikhochschule speelde. Hij schreef voor een verzamelalbum acht kleine, driestemmige koraalmotetten. Daarnaast bestudeerde hij, ondanks het nazi-verbod, werken van Paul Hindemith. Hij schreef:
"So habe ich den Plan (een oratorium te componeren) einstweilen zurückgesetzt, was ja nicht weiter schadet, und ein Streichquartett angefangen (...").
Hij beschikte over genoeg tijd nu de hogeschool toe was, maar ondervond moeite om te componeren. Soms vertrouwde hij in de toekomst, soms was hij neerslachtig. Hij schreef:
"Ich sehe meiner baldigen Einberufung entgegen. Daher komme ich nicht so recht zu einer geruhsamen Arbeit. Ich habe wenigstens glücklich noch, vor purer Angst, ein Streichquartett ausgeschwitzt (…) Zur Zeit übe ich meinen sehr begrenzten militärischen Fähigkeiten bei der Vormilitärischen Ausbildung".
Naast het het strijkkwartet, werkte hij ook aan een bewerking voor twee piano’s. Het strijkkwartet was begin februari af en kort daarop het “Klavierstück” ook. Het strijkkwartet ging pas in februari 1942 in première, nadat hij het in de zomervakantie van 1941 nog bewerkt had.
In de periode waarin hij aan het strijkkwartet werkte, dacht Distler erover Duitsland te verlaten. Hij schreef aan zijn Zweedse vriend Ingvar Sahlin:
"Seltsam: immer träume ich davon, nach diesen stürmischen Zeiten einst bei euch im Norden zur Ruhe zu kommen. Immer noch, und mehr denn je, könnte ich mir nichts seligeres denken, als in Euren großen Wäldern namenlos unterzugehen. Denkt auch weiter an uns: vielleicht ist die Zeit nicht fern, da unsere Sehnsucht zu konkreterer Gestalt gezwungen wird."
Ook tijdens zijn latere verblijf in Berlijn dacht hij erover naar Zweden te emigreren. Zijn weduwe schreef in 1992:
"Letztlich kam das Auswandern doch eigentlich doch nicht in Frage. So ein unruhiger Geist hätte in dem saturierten Märchenland Schweden doch nicht leben können."
In februari 1940 ontving Distler een oproep om zich "vrijwillig" te melden bij de SS in Polen. Distler was gechoqueerd. Omdat hij zo niet kon componeren, schreef Distler zijn "Funktionelle Harmonielehre" aan de hand van aantekeningen en ervaringen die hij tijdens het lesgeven had opgedaan. Hierna begon hij weer meer in het openbaar een rol te spelen met concerten en composities, om zich zo onmisbaar te maken om uit de handen van het leger te blijven. In mei 1940 werd hij tot professor benoemd. Hij zag dit als erkenning en als een extra bescherming. In de zomer van dat jaar volgde Distler Kurt Thomas op als professor aan de "Staatliche akademische Hochschule für Musik" in Berlijn-Charlottenburg. Vanwege het gevaar voor bombardementen zocht Distler een huis in een voorstad.

## De laatste jaren in Berlijn (1940 – 1942)
Ondanks de bombardementen kende Berlijn een bruisend muziekleven. Distler kwam in Berlijn in een werkomgeving met een harde concurrentie, waar hij zich opnieuw moet bewijzen. Hij werd dirigent van de hogeschoolcantorij en onderwees harmonieleer, contrapunt, compositie en orgel. Al snel kreeg hij ook de leiding over het grote hogeschoolkoor. Studenten van Distler waren onder anderen Klaus Fischer-Dieskau en Siegfried Reda. Zijn gezin kwam pas twee maanden later over, toen hij buiten Berlijn, in Strausberg, een landhuis had gehuurd. Door de oorlog voelde Distler zich terneergeslagen. In deze tijd hield hem de tekst "In der Welt habt ihr Angst, aber seid getrost, ich habe die Welt überwonnen" erg bezig. Hij gebruikte die tekst zelfs om mensen te begroeten. Het is ook de tekst van een van zijn motetten.

### Ritter Blaubart
Al in 1938 kreeg Distler een aanvraag om filmmuziek te componeren. Distler twijfelde, of hij hierop zou ingaan, maar uiteindelijk liep dit project op niets uit. Kort na zijn aankomst in Berlijn ontstond er opnieuw contact tussen Jürgen Fehling en Distler, die dit keer wel tot een samenwerking leidde. Distler componeerde toneelmuziek bij Tiecks Ritter Blaubart. Distler was ingenomen met die opdracht, vooral omdat hij al eens eerder had geprobeerd om een sprookje van Grimm te bewerken, namelijk Gevatter Tod, in het Nederlands bekend als De dood als peet, en omdat hij door de contacten met de theaterwereld hoopte zijn droom van een eigen opera te kunnen waarmaken. Distler voltooide de muziek, maar de productie werd geschrapt. Daarover schreef hij:
Ik schreef ondertussen een toneelmuziekstuk in opdracht. U kent zeker de in Lübeck geboren regisseur Jürgen Fehling, een van de besten; voor hem schreef ik toneelmuziek voor Tiecks Ritter Blaubart voor een geplande opvoering in het Schillertheater. Het is net klaar, en dan gebeurt het volgende: Jürgen Fehling maakt ruziek met de intendant van het Schillertheater, (Heinrich) George (met wie ik inmiddels kennis gemaakt heb), en Blaubart gaat niet door! Daar zit je dan. Maar de muziek is gecomponeerd, dat maakt niemand ongedaan, en eens zal ze wel uitgevoerd worden. En ik heb er heel veel van geleerd. En, niet het onbelangrijkste: mijn honorarium heb ik ook gekregen.
Voor Distler en Fehling was Ritter Blaubart het begin van verdere samenwerking. De muziek van Ritter Blaubart is in 1999 herontdekt in de nalatenschap van Bruno Grusnick en in het archief van Bärenreiter, en in 2002 in première gegaan. Volgens de administratie van Grusnick zou het stuk overigens al in 1956 onder leiding van Herman Posschier op de radio zijn uitgezonden. Distler componeerde voor drie gezongen delen nieuwe muziek, voor alle andere delen bewerkte hij al bestaande muziek, zoals het complete Konzertstück für zwei Klaviere, delen uit het cembalokonzert en twee van de Elf kleine Klavierstücke voor kamerorkest.

### Johannespassie
Na Ritter Blaubart begon Distler weer aan zijn a capella-passie, maar midden in het werk kreeg hij het advies om ermee te stoppen en geen kerkmuziek meer te publiceren, om dirigent van het Staats- und Domchor te kunnen worden. In januari 1941 werd zijn derde kind Brigitte geboren. Een maand later werd hij weer opgeroepen, ditmaal met een bevel om te verschijnen. Hij dacht afstel te kunnen krijgen door een actieve concertpraktijk. Hij schreef:
Inderdaad is het voor mij op dit moment erg belangrijk om, hetzij door mijn composities of orgelspelenderwijs of door mijn koor of gecombineerde mogelijkheden publiekelijk aan het woord te komen. Ik ben zojuist gekeurd en verwacht inlijving - als met het oog op mijn werk en mijn bekendheid de dingen niet anders lopen, wat ik zelf graag zou willen, want ik vind dat iemand zijn vaderland even goed kan dienen met zijn werk als in uniform.
Ook dit keer kreeg hij weer vrijstelling. Distler leed onder de onzekerheid over zijn toekomst. Het zoeken naar rust en geluk, ook privé, maakte dat hij steeds meer vluchtte in zijn werk en al snel verlangde hij terug naar een baan als organist. In april begon hij verder te werken aan zijn Johannespassie:
Ik geniet zeer van mijn werk, en na allerlei kleine afleidingen gaat het nu snel vooruit. (...) Met de grote vakantie moet het werk af zijn; er wordt overigens zogezegd 'van de hand in de mond' gewerkt, omdat elke zin meteen door het koor geoefend wordt voor de 'Hamburger Kirchenmusiktage' van dit jaar, die in de herfst plaatsvinden, verdeeld over een aantal zondagen. Het koor moet bij het begin van de vakantie klaar zijn met oefenen. (...) Publicatie zal, midden in de oorlog, wel langer op zich laten wachten.
Desondanks bleef de passie onvoltooid. Het feit dat hij twee delen als zelfstandige motetten liet uitgeven bevestigt dat hij niet meer verwachtte het project af te ronden.
De Berlijnse school liet stilzwijgend nog wat vrijheden toe. Intern werden er werken uitgevoerd van Joodse componisten en van buitenlandse componisten die op de zwarte lijst stonden. Enkele professoren lieten de studenten kennis maken met werk van Bartók, Webern en Schönberg. Distler bezocht regelmatig voorstellingen van buitenlandse verboden films die zijn collega van Film- und Gebrauchsmusik vertoonde. In zijn Berlijnse tijd componeerde Distler ook gelegenheidswerken, onder andere de Kleine Sommerkantate voor twee sopranen en strijkkwartet. Ook de Kleine Sing- und Spielmusik opus 21,2 is waarschijnlijk ontstaan in Berlijn.

### Soldatenliederen
De soldatenliederen die Distler in het Derde Rijk bewerkte stamden vooral uit de volksmuziek. Het Chorliederbuch für die Wehrmacht was een bundel meerstemmige gezangen voor de troepen die in 1940 uitkwam. Hugo Distler, Kurt Thomas, Armin Knab en Hermann Grabner schreven dit in opdracht in polyfone stijl. Het boek kende al een voorloper in de Eerste Wereldoorlog.
Distler was verantwoordelijk voor vier liederen: Musketiers sein lust’ge Brüder, Abendlied, Sankt Michael en Morgen marschieren wir. Bij enkele liederen zijn kleine tekstveranderingen doorgevoerd, waardoor sommige coupletten een andere lading kregen. Van Musketiers sein lust’ge Brüder liet Distler het couplet Siegreich woll’n wir Frankreich schlagen weg. Maar in een schoolboekversie werden alleen de oorlogscoupletten afgedrukt, waardoor het gezellige soldatenlied veranderde in een ophitsende mars.

### Das Volkslied
Ook het Gesellige Chorbuch II bevat, naast enkele Mörikeliederen, vier nieuwe toonzettingen: Ich hab die Nacht geträumet, Weiß mir ein Blümelein blau, Wach auf, wach auf, en Ich wollt gern singen, weiß nicht wie. Distler wilde ze in een verzameling Das Volkslied (opus 20) laten uitgeven. In november 1941 ontstonden koorzettingen van twee kerstliederen: Vom Himmel hoch, o Englein kommt en Den geboren hat ein Magd. En Distler kreeg nog meer opdrachten voor kerstliederen. Daarover schreef hij aan zijn vrouw:
Weet je dat Preussner kerstliederen van me wil? Ik meldde dat ik alleen christelijk geïnspireerde liederen kan schrijven. Nu ben ik benieuwd, hij zal hopelijk niet denken dat ik over dennenaalden en zonnewendes wil zingen
Van oktober 1940 tot juni 1941 nam Distler koorles bij Paul Gümmer. Voor hem schreef hij het Lied am Herde. De delen van deze cantate nam hij mee naar de zanglessen. Distler omschreef het Lied am Herde als een 'vreet- en zuipcantate'. Gümmer was ook de solist bij de eerste uitvoering, die een succes was. Het componeren ging Distler weer goed af:
Mijn componeerwerk leed eerst nogal onder de oorlog. Daarom schreef ik een harmonieleer, waarvan Vötterle me net gezegd heeft dat hij goed loopt. (...) Nu stroomt het weer: hier ligt het correctiewerk voor twee grote motetten (Geistliche Chormusik Nr. 8,9) (...). Beide motetten hebben we in juli op de hogeschool opgevoerd. Dan heb ik hier nog de correctie voor pianostukken voor kinderen, voor een cantate ('Lied am Herd') voor bassolo en orkest of vierhandige piano, waarvan Gümmer op onze reis naar Bielefeld de première heeft gegeven - en ook nog een nieuwe sonate voor twee piano's. En nu werk ik aan een avondvullend, 'werelds' maar tragisch oratorium.

### Oratorium
In die tijd werkte Distler tien uur per dag aan zijn oratorium. Op 9 februari was de tekst af: Die Weltalter. Hij wilde een avondvullend werk componeren met meerdere koren, dubbel orkest en solostemmen voor een theateruitvoering, geïnspireerd door Monteverdi. In de praktijk bleek de tekst te uitgebreid. Volgens Bruno Grusnick wilde Distler de mensen met dit oratorium een spiegel voorhouden. Als tekst gebruikte hij hiervoor beelden uit de Griekse mythologie en de Italiaanse renaissance waarin hij Bijbelse gelijkenissen integreerde. Zo hoopte hij mensen te bereiken die niet meer naar de christelijke boodschap luisterden. Een voorbeeld is het slotkoor met een tekst ontleend aan Romeinen 8, 38-39:
Wohl ihm, glücklich der Mann, der die Arme der Götter herbeiruft! Da ist keine Macht der Welt, die ihm zu trotzen vermöcht, weder Tod noch Leben, weder Hohes noch Tiefes noch kein andere Kratur, nicht Gegenwärtiges noch Zukünftiges, nicht Sichtbares noch Unsichtbares, keine Macht im Himmel noch auf Erden! ('Gelukkig is hij, die de hand van God te hulp weet te roepen! Want ik ben verzekerd, dat noch dood, noch leven, noch engelen, noch overheden, noch machten, noch tegenwoordige, noch toekomende dingen, noch hoogte, noch diepte, noch enig ander schepsel ons zal kunnen scheiden van de liefde Gods, welke is in Christus Jezus, onze Heer.')
Als inleidende of afsluitende tekst wilde hij een tekst van Novalis gebruiken:
Nur die Religion kann Europa wieder auferwecken und die Völker versöhnen und die Christenheit mit neuer Herrlichkeit sichtbar auf Erden in ihr altes, friedenstiftendes Amt installieren. ('Slechts de religie kan Europa weer opwekken en de volkeren met elkaar verzoenen en het Christendom met nieuwe heerlijkheid zichtbaar op aarde in zijn oude, vredestichtende ambt installeren'.)

### Neerslachtig

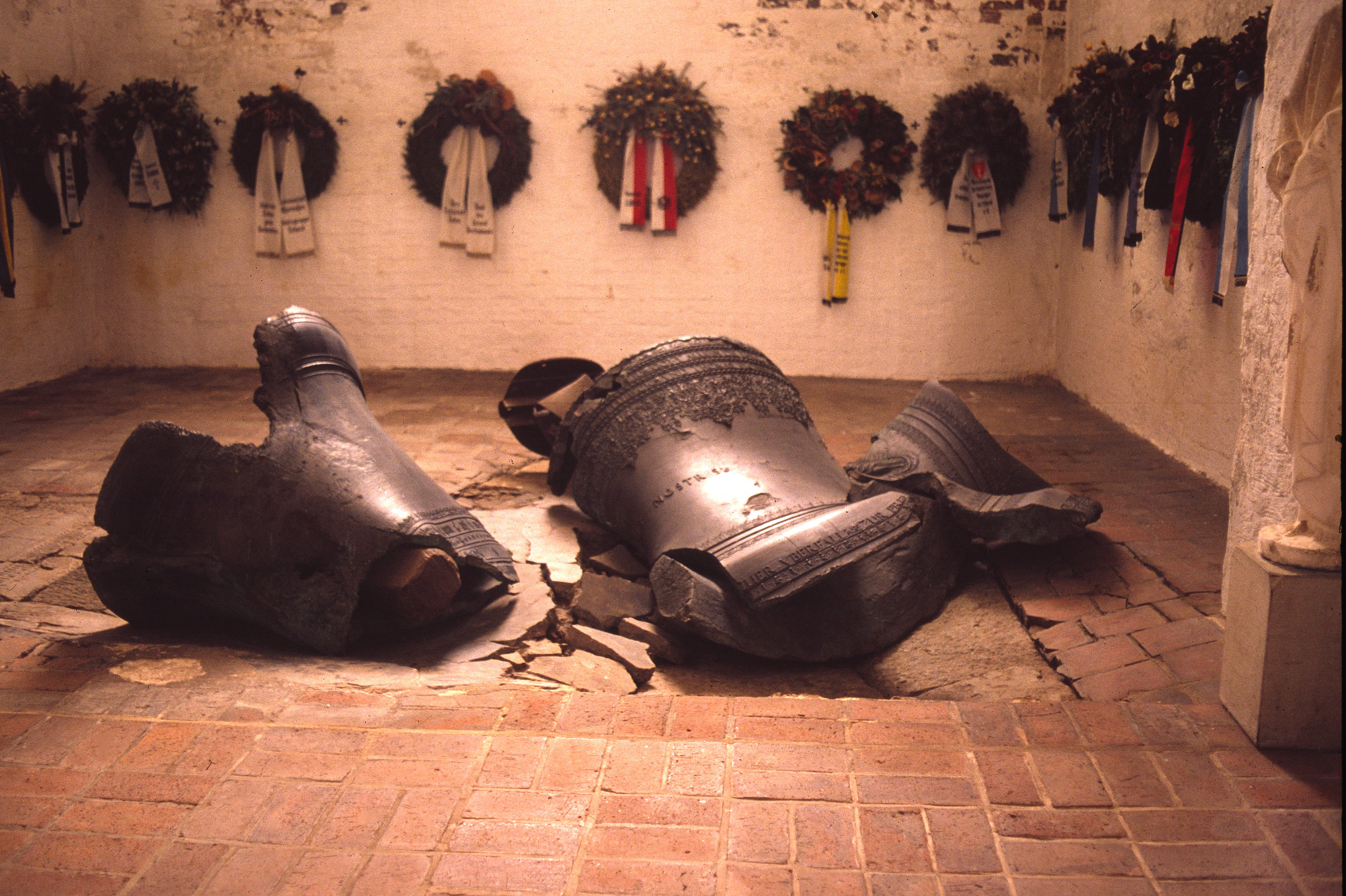
De klokken van de Marienkirche te Lübeck na het bombardement

Door de groeiende onrust van de oorlog en de hoge werkdruk kwam hij nauwelijks nog aan componeren toe. De omstandigheden maakten Distler depressief. Alle wil om te componeren week uit hem. Hij hield zich bezig met geloofsvragen en met de vraag: waarom keren mensen zich van God af?
Het gezin Distler woonde nog altijd buiten Berlijn. Distler zelf betrok een werkkamer in het centrum van de stad. Een koorzangeres, die in een fabriekskeuken werkte, bracht hem elke dag eten. Hij was ondertussen dirigent geworden van het “Staats- und Domchor”; een gemengd koor met jongensstemmen, voor Distler op koorgebied de vervulling van een ideaal. Dit werk bracht spanningen en problemen met de Hitlerjugend. Distler onderhandelde met een vertegenwoordiger van de NSDAP, maar het antwoord was even duidelijk als onverbiddelijk: hij mocht alleen nog wereldlijke muziek instuderen en uitvoeren of de Hitlerjugend zou al haar jongens uit het koor terugtrekken. Distler ging alle scholen af, om aanmeldingen voor het koor te werven en zo de voorbereidingen voor het 100-jarig bestaan te kunnen starten. Van de 200 aanmeldingen werden 80 kinderen toegelaten.
In de nacht van palmzondag 28 op 29 maart 1942 bombardeerde de Britse luchtmacht Lübeck. Een paar dagen later kocht hij vergif omdat er volgens hem “een eind komt aan wat een mens kan verdragen”. Hij had ondertussen vernomen dat zijn enige broer Anton bij Leningrad was gesneuveld. Als hij in september naar Lübeck reisde om een concert voor te bereiden, was hij verslagen door de aanblik van de uitgebrande Dom, Marienkirche (beide orgels vernield) en St.-Petri-Kirche. Ook in Lübeck maakte hij duidelijk, dat volgens hem mensen uit deze wereld mochten treden als de menselijke waardigheid te veel onder druk kwam te staan.
Distler was lichamelijk en geestelijk op: een lesrooster van 34 uur per week samen met veel muzikaal en organisatorisch werk; de spanningen door de oorlog en politieke klimaat; al die factoren putten hem uit. Hij had angst voor aanvallen op Berlijn en leed onder het idee dat het culturele erfgoed van Duitsland in puin kon veranderen. Zijn afkeer tegen Hitler groeide. Zijn werk als kerkmusicus werd vaker en feller aangevallen: Duitsland voerde oorlog tegen de Joden. Joden en christenen zijn één en dus hielpen kerkmusici de vijand van Duitsland.

### Zelfmoord

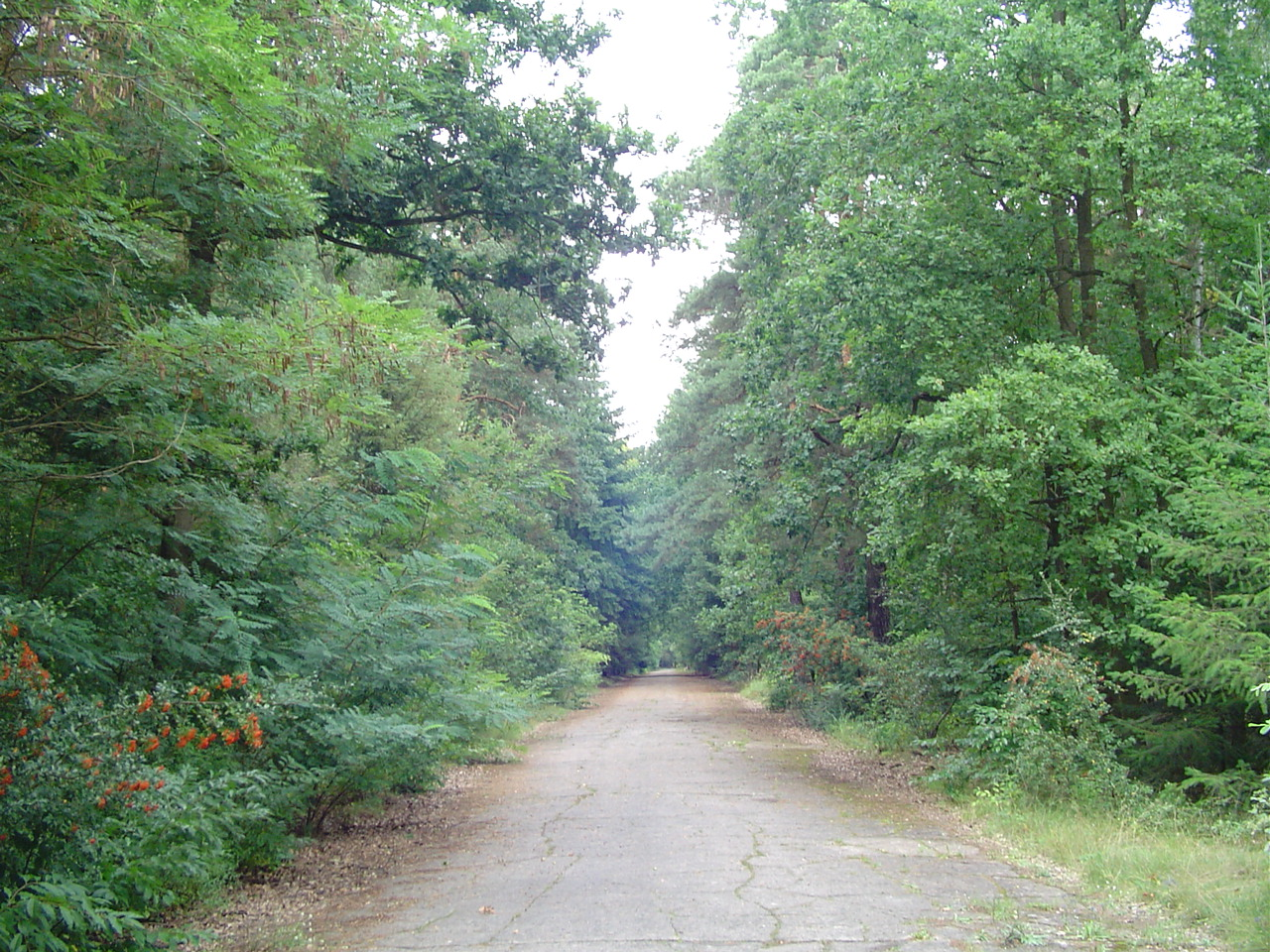
Een laan van het kerkhof waar Distler begraven is

Nu leefde Hugo Distler zeer in angst om opgeroepen te worden. Op 25 oktober onderging hij een eerste keuring en op 3 november volgde de oproep. Hij was ervan overtuigd, dat God hem had verlaten en, hoewel de directeur van de hogeschool hem verzekerde dat de vrijstelling waarschijnlijk al onderweg was, besloot hij een einde aan zijn leven te maken. Eén dag na zijn dood zou de vrijstelling aankomen. Het weekend bracht Distler door met zijn gezin. Na de dienst op zondag stuurde hij hen naar huis. Hij ging naar zijn Berlijnse werkkamer, deed de gordijnen dicht en draaide de gaskraan open. Toen hij niet terugkwam zocht zijn vrouw hem op. Ze vond hem op de grond met in de ene hand een foto van haar en de kinderen en in de andere hand een kruis. Naast hem lag zijn afscheidsbrief.
"Meine liebste, beste Waltraut,
ich habe nur noch eine Bitte in der Welt: daß du mir nicht zürnst; wer weiß wie Du, welche Lebensangst in mir gesessen hat, seit ich lebe; alles, was ich schaffte, stand unter diesem Zeichen, noch zuletzt mein geplantes Oratorium.
Laß die Kinder gut von mir denken: es kommt die Zeit, und sie ist nicht fern, wo auch die meinen letzten Schritt verstehen, die es heute nicht tun.
Meine lieben, lieben Kinder.
Ach, wenn Du wüstest, was an Schmerzen in mir umgeht.
Betet für mich. Ich sterbe als ein armer sündiger Mensch, und hoffe auf die Barmherzigkeit Gottes – was wollte ich noch singen lassen in Schützens Requien: “aber sie sind in Frieden.” Denke an deine Mutter: Auch ihr darf niemand ein Wort nachsagen wegen ihres letzten Entschlusses. Es war zuletzt alles schwer.
 Ich kann nicht mehr
 Ihr Guten
 Liebe Tante, Onkel, Ruth und Inge
 Liebe Großmutter
 Liebe Alfred, Frau Kreuz
 Liebe Mutter – Du wirst mich am wenigsten verstehen.
 Und ihr wieder meine Waltraut, meine Kinder
Ich will im kleinen Kreis zur Ruhe gebracht sein; meiner Mutter, ebenso deinen Verwandten erst nachträglich Mitteilung geben.
Ich vermache Dir alles, was ich habe und an Einkünften besitze.
Dein Hugo"
Zijn begrafenis op 5 november, op het kerkhof in Stahnsdorf, werd begeleid door zijn Staats- und Domchor. Als preektekst diende Efeziërs 6,12: Want onze strijd is niet gericht tegen vlees en bloed, maar tegen de heerschappijen, tegen de machten, tegen de wereldbeheersers van de duisternis en tegen de geesten van het kwaad in de hemelse regionen. De Duitse pers kon onder politieke druk niet uitvoerig over zijn dood berichten. Alleen in Musik und Kirche verscheen een lang verhaal over zijn leven en de werken.
In oktober had de hogeschool gevraagd om Distler als ambtenaar aan te stellen. Het korte en cynische officiële antwoord op die aanvraag volgde op 7 december:
De zaak is inmiddels opgelost, omdat Distler zelfmoord gepleegd heeft. In de muzikale kringen van Berlijn gaat het gerucht dat hij niet opgewassen zou zijn tegen het conflict tussen zijn christelijk-confessionele instelling en de van hem geëiste bekering tot het nationaalsocialisme. Heil Hitler!

## Oeuvre
Hoewel Distler dus maar twaalf jaar actief componeerde en daarnaast uitvoerde, dirigeerde en les gaf, schreef hij toch een uitgebreid oeuvre bij elkaar van 21 opusnummers en nog een veelvoud van wereldlijke en geestelijke, instrumentale en vocale muziek zonder opusnummer.